# Fazenda Modelo Assis Brasil
A Fazenda Modelo Assis Brasil foi uma antiga fazenda localizada na cidade de Florianópolis, capital de Santa Catarina, no Brasil.
Localizada no bairro Trindade e pertencente ao Governo de Santa Catarina, se torna mais conhecida por ser o local onde foi construído a partir da década de 1960 a Cidade Universitária da Universidade Federal de Santa Catarina: o Campus Reitor João David Ferreira Lima, também conhecido como Campus Trindade.

## Características
As terras do governo estadual na região da Trindade eram fruto de apropriações de terras comunais, prática muito comum na Ilha de Santa Catarina até a década de 1940. Parte destas terras foi transformada na Fazenda Modelo Assis Brasil, que era um investimento do governo na área de desenvolvimento de tecnologias para a criação de gado leiteiro. A Fazenda era uma enorme extensão de terras, compostas por pastos e no centro da Ilha, cuja sede era próxima à Igreja da Trindade e ao pequeno vilarejo em torno desta. A igreja, a escola vizinha e outras construções acabaram sendo anexados ao campus da UFSC no futuro.

## Transformação em campus
Quando a Universidade de Santa Catarina, que depois passou a se chamar UFSC, foi criada em 1960, as enormes terras estaduais, afastadas do Centro, já tinham sido reservadas para ser o futuro campus da universidade, cuja ideia inicial era ser estadual como a fazenda. O grupo capitaneado pelo 1º reitor da UFSC, João David Ferreira Lima defendia um campus na região do Centro, enquanto o grupo de Henrique da Silva Fontes, outro dos fundadores da universidade, defendia a instalação na Assis Brasil. Esse segundo grupo acaba vencendo, e o governo catarinense cede a fazenda para a construção do campus. A instalação do campus naquela região foi motivada também por interesses econômicos dos proprietários de terras da região.
Em 1962, o governo do estado autoriza a doação das terras. Ironicamente, Ferreira Lima, o reitor que dá nome ao campus atualmente, por um tempo ainda tentava não levar a universidade para a Assis Brasil, o que rendeu o primeiro grande movimento estudantil da UFSC em defesa da cidade universitária na Trindade. Nessa época, o prédio dos cursos de Filosofia, Ciências e Letras já estava construído.
Com o tempo, os prédios tomaram o lugar dos pastos, as ruas foram pavimentadas e a fazenda antiga foi desaparecendo. Entretanto, nos anos 70, mesmo com o campus já relativamente consolidado, ainda haviam bois pastando no local.
Algumas partes, porém resistiram ao avanço urbano da cidade universitária. Construções como a antiga sede da fazenda ainda existem. Nesse casarão funcionou até pouco tempo atrás o Departamento de Botânica do Centro de Ciências Biológicas.

## Ligações Externas
- Livro UFSC 50 Anos: Trajetórias e Desafios